# Erinnerungsmedaille für den Feldzug 1849
Die Erinnerungsmedaille für die Teilnahme am Feldzug 1849 wurde am 17. April 1874 von Herzog Ernst I. von Sachsen-Altenburg gestiftet. Sie konnte an alle Teilnehmer der Sachsen-Altenburgischen Truppen verliehen werden, die an der Erstürmung der Düppeler Schanze am 13. April 1849 im dänisch-deutschen Krieg teilgenommen haben und sich der Führung verdient gemacht hatten.
Die bronzene Medaille zeigt auf der Vorderseite zwei verschlungene E (Ernst). Darüber die Herzogskrone. Rückseitig von einem Lorbeerkranz umschlossen die Jahreszahl 1849.
Das Ordensband ist dunkelgrün mit zwei weißen Seitenstreifen.